# Mirko Valdifiori
Mirko Valdifiori (Lugo, Rávena, Italia, 21 de abril de 1986) es un futbolista italiano. Juega de centrocampista en el Vis Pesaro de la Serie C.

## Trayectoria
Se formó en las categorías inferiores del Cesena. Debutó con el primer equipo en el año 2004, en la Serie B. En 2006 fue cedido al Pavia, donde totalizó 24 presencias en la Serie C1. La temporada siguiente se quedó en la tercera categoría italiana con la camiseta del Legnano (17 presencias). En el verano de 2008 fichó por el Empoli. Debutó el 17 de agosto en un partido de Copa Italia contra el Ancona. Durante su primera temporada en el club toscano, en poco tiempo se ganó el puesto de titular en el mediocampo gracias a su calidades de regista.
En la temporada siguiente marcó su primer gol como futbolista profesional, el 28 de noviembre de 2009, en un partido de Serie B contra su primer club, el Cesena. Valdifiori se convirtió en una figura del Empoli, llevando en muchas ocasiones el brazalete de capitán. En la temporada 2011-12, pese a algunas lesiones, contribuyó igualmente a la permanencia de los empoleses en la segunda categoría. En la temporada 2012-13 jugó un total de 38 partidos y marcó un gol olímpico ante el Cesena; el Empoli rozó el ascenso a la Serie A, perdiendo los play-offs contra el Livorno.
Sin embargo, los azzurri toscanos lograron la subida a la máxima categoría el año siguiente. Valdifiori debutó en Serie A, a los 28 años, el 31 de agosto de 2014, en un partido contra el Udinese. El 10 de octubre de 2014 prolongó su contrato con el Empoli hasta 2017. Durante su primera temporada en primera división se produjo la definitiva consagración del centrocampista, que fue llamado por primera vez a la selección por Antonio Conte. El 20 de junio de 2015 fue transferido al Napoli, donde jugó 16 partidos. Posteriormente, militó durante dos temporadas en el Torino y otras dos en la S.P.A.L. de Ferrara. En el 2020 fichó por el Pescara de la Serie B; el 14 de enero de 2022, el club anunció la resolución consensuada del contrato que le vinculaba a Valdifiori.

## Selección nacional
Ha sido internacional con la selección de fútbol de Italia en 1 ocasión. Debutó el 31 de marzo de 2015, en un encuentro amistoso ante la selección de Inglaterra que finalizó con marcador de 1-1.

## Clubes
| Club                 | País   | Año           |
| -------------------- | ------ | ------------- |
| A. C. Cesena         | Italia | 2004-2006     |
| A. C. Pavia          | Italia | 2006-2007     |
| A. C. Legnano        | Italia | 2007-2008     |
| Empoli F. C.         | Italia | 2008-2015     |
| S. S. C. Napoli      | Italia | 2015-2016     |
| Torino F. C.         | Italia | 2016-2018     |
| S. P. A. L.          | Italia | 2018-2020     |
| Delfino Pescara 1936 | Italia | 2020-2022     |
| Vis Pesaro           | Italia | 2022-presente |